# Seteltón
Seteltón är en ort i Mexiko.   Den ligger i kommunen Chamula och delstaten Chiapas, i den sydöstra delen av landet, 700 km öster om huvudstaden Mexico City. Seteltón ligger 2 485 meter över havet och antalet invånare är 548.
Terrängen runt Seteltón är kuperad åt nordost, men åt sydväst är den bergig. Seteltón ligger uppe på en höjd. Runt Seteltón är det tätbefolkat, med 550 invånare per kvadratkilometer. Närmaste större samhälle är San Cristóbal de las Casas, 12,7 km sydost om Seteltón. I omgivningarna runt Seteltón växer huvudsakligen savannskog.